# Secretaría de Energía (Argentina)
La Secretaría de Energía es una secretaría que integra el Ministerio de Economía de la República Argentina.

## Historia
En 1958, luego de la disolución definitiva de la Dirección Nacional de la Energía, el Poder Legislativo modificó el gabinete y creó la «Secretaría de Estado de Energía y Combustibles», dependiente del Ministerio de Economía. En 1966 el presidente de facto, teniente general Juan Carlos Onganía, modificó el gabinete nuevamente creando la «Secretaría de Estado de Energía y Minería», en el ámbito del Ministerio de Economía y Trabajo. En el año 1969 el Poder Ejecutivo desdobló al organismo en dos: la «Secretaría de Estado de Energía» por un lado (bajo el Ministerio de Obras y Servicios Públicos), y la «Secretaría de Estado de Minería», por el otro (bajo el Ministerio de Economía y Trabajo).
En 1973 nuevamente se creó la Secretaría de Energía, dependiente del Ministerio de Economía. El 29 de marzo de 1981, por decreto del presidente de facto saliente, Jorge Rafael Videla, se creó el «Ministerio de Obras y Servicios Públicos», constituido por las Subsecretaría de Combustibles; de Energía Hidroeléctrica y Térmica; y de Recursos Hídricos. Posteriormente, el 22 de diciembre del mismo año, por decisión del presidente de facto, Leopoldo Fortunato Galtieri, se creó la «Secretaría de Energía», compuesta por las Subsecretarías de Combustibles y de Energía Hidroeléctrica y Térmica.
La secretaría permaneció durante el gobierno de Raúl Alfonsín y en 1990 bajo el gobierno de Carlos Menem, su jerarquía fue rebajada a subsecretaría. En 1991 el Poder Ejecutivo convirtió la Subsecretaría de Energía Eléctrica en Secretaría de Energía. Al año siguiente, asignó esta secretaría al Ministerio de Economía y Obras y Servicios Públicos. Posteriormente en 1996 se constituyó la «Secretaría de Energía y Transporte»; el mismo año, este organismo se fusionó con la Secretaría de Obras Públicas, formando la «Secretaría de Obras y Servicios Públicos». En 1999, por decreto del presidente Fernando de la Rúa, se creó la Secretaría de Energía, en la órbita del Ministerio de Economía. Luego, en el año 2000, pasó a denominarse «Secretaría de Energía y Minería» y en 2001 dicha secretaría se transfirió al ámbito del Ministerio de Infraestructura y Vivienda.
En 2003 el presidente Néstor Kirchner creó la Secretaría de Energía en el ámbito del Ministerio de Planificación Federal, Inversión Pública y Servicios. En 2015 el presidente Mauricio Macri modificó el gabinete creando el Ministerio de Energía y Minería, al cual transfirió esta secretaría bajo la denominación de «Secretaría de Energía Eléctrica». En septiembre de 2018 el Poder Ejecutivo disolvió el Ministerio de Energía y Minería declarando al Ministerio de Hacienda continuador de este; y creó la «Secretaría de Gobierno de Energía», en el ámbito del Ministerio de Hacienda. En diciembre de 2019 se creó la «Secretaría de Energía», dependiente del Ministerio de Economía. Y en septiembre de 2020 el presidente Alberto Fernández transfirió la Secretaría de Energía del ámbito del Ministerio de Desarrollo Productivo al del Ministerio de Economía.
En 2015 el presidente Macri designó al expresidente de Shell Argentina, Juan José Aranguren, ministro de Energía y Minería. En junio de 2018 el funcionario fue reemplazado por Javier Iguacel. Durante el último año de gestión de Macri Gustavo Lopetegui estuvo al frente de la dependencia. En 2019 el presidente Fernández designó al ingeniero nuclear Sergio Lanziani como secretario del área, quien en agosto de 2020 fue reemplazado por Darío Martínez.

## Estructura

### Subsecretarías
- Subsecretaría de Hidrocarburos
- Subsecretaría de Energía Eléctrica
- Subsecretaría de Planeamiento Energético

### Organismos descentralizados
- Ente Nacional Regulador del Gas (ENARGAS)
- Ente Nacional Regulador de la Electricidad (ENRE)
- Comisión Nacional de Energía Atómica (CNEA)
- Unidad Especial Sistema de Transmisión Yacyretá
- YPF
- YPF Gas
- Compañía Administradora del Mercado Mayorista Eléctrico (CAMMESA)
- ENARSA
- Comisión Técnica Mixta de Salto Grande
- Comisión Mixta del Río Paraná
- Entidad Binacional Yacyretá
- Dioxitek S.A.
- Nucleoeléctrica Argentina S.A.

## Nómina de secretarios[29]
| N.º                                               | Secretario                                     | Periodo                                           | Presidente                                     |
| Secretaría de Estado de Energía y Combustibles    | Secretaría de Estado de Energía y Combustibles | Secretaría de Estado de Energía y Combustibles    | Secretaría de Estado de Energía y Combustibles |
| ------------------------------------------------- | ---------------------------------------------- | ------------------------------------------------- | ---------------------------------------------- |
| 1                                                 | Gregorio Meira                                 | 18 de junio de 1958 - junio de 1959               | Arturo Frondizi                                |
| 2                                                 | Carlos Juni                                    | Julio de 1959 - diciembre de 1959                 | Arturo Frondizi                                |
| 3                                                 | Salvador San Martín                            | Diciembre de 1959 - octubre de 1960               | Arturo Frondizi                                |
| 4                                                 | Ernesto Otto Lange                             | Octubre de 1960 - enero de 1961                   | Arturo Frondizi                                |
| 5                                                 | Luis Alberto Polledo                           | Enero de 1961 - abril de 1961                     | Arturo Frondizi                                |
| 6                                                 | Vicente Nicolás Branca                         | Abril de 1961 - 29 de marzo de 1962               | Arturo Frondizi                                |
| 6                                                 | Vicente Nicolás Branca                         | 29 de mayo de 1962 - abril de 1962                | José María Guido                               |
| 7                                                 | Cesar Ignacio Urien                            | Abril de 1962 - mayo de 1962                      | José María Guido                               |
| 8                                                 | Jorge Bermúdez Emparanza                       | Mayo de 1962 - 12 de octubre de 1963              | José María Guido                               |
| 9                                                 | Antulio Pozzio                                 | 12 de octubre de 1963 - 19 de agosto de 1964      | Arturo Illia                                   |
| 10                                                | Conrado Storani                                | 19 de agosto de 1964 - 28 de junio de 1969        | Arturo Illia                                   |
| 11                                                | Luis María Gotelli                             | 28 de junio de 1969 - 23 de octubre de 1969       | Juan Carlos Onganía                            |
| Secretaría de Estado de Energía                   |                                                |                                                   | Juan Carlos Onganía                            |
| 12                                                | Juan Pedro Thibaud                             | 23 de octubre de 1969 - 18 de junio de 1970       | Juan Carlos Onganía                            |
| 13                                                | Daniel Fernández                               | 18 de junio de 1970 - octubre de 1970             | Roberto Marcelo Levingston                     |
| 14                                                | José Haiek                                     | Octubre de 1970 - 22 de marzo de 1971             | Roberto Marcelo Levingston                     |
| 15                                                | Julio Carri Pérez                              | 22 de marzo de 1971 de 1971 - 25 de mayo de 1973  | Alejandro Lanusse                              |
| Subsecretaría de Energía                          |                                                |                                                   |                                                |
| 16                                                | Horacio Zubiri                                 | 25 de mayo de 1973 - 13 de julio de 1973          | Héctor Cámpora                                 |
| 17                                                | Belgrande Magno                                | 13 de julio de 1973 - 12 de octubre de 1973       | Raúl Lastiri                                   |
| Secretaría de Estado de Energía                   |                                                |                                                   |                                                |
| 18                                                | Herminio Roberto Sbarra                        | 12 de octubre de 1973 - 1 de julio de 1974        | Juan Domingo Perón                             |
| 18                                                | Herminio Roberto Sbarra                        | 1 de julio de 1974 - octubre de 1974              | María Estela Martínez de Perón                 |
| 19                                                | Miguel Revestido                               | Octubre de 1974 - agosto de 1975                  | María Estela Martínez de Perón                 |
| 20                                                | Pedro Eusebio Iraolagoitia                     | Agosto de 1975 - octubre de 1975                  | María Estela Martínez de Perón                 |
| 21                                                | Eduardo Pablo Setti                            | Noviembre de 1975 - febrero de 1976               | María Estela Martínez de Perón                 |
| 22                                                | Raúl Ernesto Guiscardo                         | Febrero de 1976 - 24 de marzo de 1976             | María Estela Martínez de Perón                 |
| 23                                                | Guillermo Oscar Zubaran                        | 29 de marzo de 1976 - junio de 1977               | Jorge Rafael Videla                            |
| 24                                                | Daniel Alberto Brunella                        | Junio de 1977 - 29 de marzo de 1981               | Jorge Rafael Videla                            |
| Subsecretaría de Energía Hidroeléctrica y Térmica |                                                |                                                   |                                                |
| 25                                                | Bernardo Bronstein                             | 29 de marzo de 1981 - 11 de diciembre de 1981     | Roberto Eduardo Viola                          |
| Subsecretaría de Combustibles                     |                                                |                                                   | Roberto Eduardo Viola                          |
| 26                                                | Guillermo Wallbrecher                          | 29 de marzo de 1981 - 11 de diciembre de 1981     | Roberto Eduardo Viola                          |
| Secretaría de Energía                             |                                                |                                                   |                                                |
| 27                                                | Gustavo Luis Petracchi                         | 22 de diciembre de 1981 - 18 de junio de 1982     | Leopoldo Galtieri                              |
| 28                                                | Alieto Aldo Guadagni                           | 1 de julio de 1982 - 10 de diciembre de 1983      | Reynaldo Bignone                               |
| 29                                                | Conrado Storani                                | 10 de diciembre de 1983 - 15 de abril de 1986     | Raúl Alfonsín                                  |
| 30                                                | Jorge Edgardo Lapeña                           | 15 de abril de 1986 - marzo de 1988               | Raúl Alfonsín                                  |
| 31                                                | Roberto Pedro Echarte                          | Marzo de 1988 - 26 de mayo de 1989                | Raúl Alfonsín                                  |
| 32                                                | Raúl Olocco                                    | 26 de mayo de 1989 - 8 de julio de 1989           | Raúl Alfonsín                                  |
| 33                                                | Julio César Aráoz                              | 8 de julio de 1989 - octubre de 1990              | Carlos Menem                                   |
| Subsecretaría de Energía Eléctrica                |                                                |                                                   | Carlos Menem                                   |
| 34                                                | Juan Antonio Legisa                            | Octubre de 1990 - marzo de 1991                   | Carlos Menem                                   |
| Secretaría de Energía                             |                                                |                                                   | Carlos Menem                                   |
| 35                                                | Carlos Bastos                                  | Abril de 1991 - 10 de octubre de 1996             | Carlos Menem                                   |
| 36                                                | Alfredo Héctor Mirkin                          | 10 de octubre de 1996 - 17 de noviembre de 1998   | Carlos Menem                                   |
| 37                                                | César Mac Karthy                               | 17 de noviembre de 1998 - 10 de diciembre de 1999 | Carlos Menem                                   |
| 38                                                | Daniel Gustavo Montamat                        | 10 de diciembre de 1999 - 26 de agosto de 2000    | Fernando De la Rúa                             |
| Secretaría de Energía y Minería                   |                                                |                                                   | Fernando De la Rúa                             |
| 39                                                | Débora Giorgi                                  | 26 de agosto de 2000 - 9 de marzo de 2001         | Fernando De la Rúa                             |
| 40                                                | Emilio José Apud                               | 9 de marzo de 2001 - 26 de abril de 2001          | Fernando De la Rúa                             |
| 41                                                | Alejandro Valerio Sruoga                       | 26 de abril de 2001 - 21 de diciembre de 2001     | Fernando De la Rúa                             |
| 42                                                | Graciela Corvalán                              | 23 de diciembre de 2001 - 26 de diciembre de 2001 | Adolfo Rodríguez Saá                           |
| Subsecretaría de Energía                          |                                                |                                                   | Adolfo Rodríguez Saá                           |
| 43                                                | Daniel Cameron                                 | 26 de diciembre de 2001 - 2 de enero de 2002      | Adolfo Rodríguez Saá                           |
| Secretaría de Energía y Minería                   |                                                |                                                   |                                                |
| 44                                                | Alieto Aldo Guadagni                           | 2 de enero de 2002 - 5 de agosto de 2002          | Eduardo Duhalde                                |
| Secretaría de Energía                             |                                                |                                                   | Eduardo Duhalde                                |
| 45                                                | Alberto Enrique Devoto                         | 5 de agosto de 2002 - 25 de mayo de 2003          | Eduardo Duhalde                                |
| 46                                                | Daniel Cameron                                 | 25 de mayo de 2003 - 10 de diciembre de 2007      | Néstor Kirchner                                |
| 46                                                | Daniel Cameron                                 | 10 de diciembre de 2007 - 2 de julio de 2014      | Cristina Fernández de Kirchner                 |
| 47                                                | Mariana Matranga                               | 2 de julio de 2014 - 10 de diciembre de 2015      | Cristina Fernández de Kirchner                 |
| 48                                                | Javier Iguacel                                 | 3 de septiembre de 2018 - 7 de enero de 2019      | Mauricio Macri                                 |
| 49                                                | Gustavo Lopetegui                              | 7 de enero de 2019 - 10 de diciembre de 2019      | Mauricio Macri                                 |
| 50                                                | Sergio Lanziani                                | 10 de diciembre de 2019 - 21 de agosto de 2020    | Alberto Fernández                              |
| 51                                                | Darío Martínez                                 | 21 de agosto de 2020 - 17 se agosto de 2022       | Alberto Fernández                              |
| 52                                                | Flavia Royon                                   | 17 de agosto de 2022 - 10 de diciembre de 2023    | Alberto Fernández                              |
| 53                                                | Eduardo Chirillo                               | 11 de diciembre de 2023 - 31 de octubre de 2024   | Javier Milei                                   |
| 54                                                | María Tettamanti                               | 31 de octubre de 2024 -                           | Javier Milei                                   |